# Hostun-et-Eymeux
Hostun-et-Eymeux est une ancienne commune de la Drôme, qui a été supprimée en 1794. Sont alors créées deux nouvelles communes indépendantes, Eymeux et Hostun.